# Spiral (série de televisão)
Spiral (Engrenages, título original) é um série de televisão francesa produzida pelo Canal+. No Brasil, foi exibida com o título Spiral: Em Busca de Justiça pelo canal +Globosat.
Em Portugal, a série foi exibida na RTP2.

## Sinopse
A série acompanha o desdobramento de uma investigação em torno do assassinato de uma mulher romena. Logo a polícia descobre que o caso pode envolver diversos representantes do sistema jurídico da França, que estariam envolvidos com corrupção, transgressões diversas e conflitos morais.

## Elenco
- Caroline Proust ... Capitã de Policia Laure Berthaud
- Grégory Fitoussi ... Pierre Clément
- Philippe Duclos ... Judge François Roban
- Thierry Godard ... Gilles "Gilou" Escoffier
- Fred Bianconi ... Frédéric "Tintin" Fromentin
- Audrey Fleurot ... Lawyer Joséphine Karlsson
- Olivier Chantreau ... Stephane Jaulin[3]

## Prêmios
| Ano  | Prêmio             | Categoria              | Resultado |
| ---- | ------------------ | ---------------------- | --------- |
| 2015 | Emmy Internacional | Melhor Série Dramática | Venceu    |